# 久田村 (岡山県)
久田村（くたそん）は、岡山県苫田郡にあった村。
現在の苫田郡鏡野町久田上原、久田下原、黒木、河内、土生に当たる。

## 沿革
- 1889年（明治22年）6月1日 - 町村制施行に伴い、西西条郡 久田上原村、久田下原村、黒木村、河内村、土生村が合併し、久田村となる。大字久田下原に役場を置く。
- 1900年（明治33年）4月1日 - 西西条郡が西北条郡、東南条郡、東北条郡と合併し、苫田郡となる。
- 1955年（昭和30年）3月31日 - 苫田郡泉村と合併、苫田村となる。

## 地名の読み方
- 久田上原（くたかみのはら）
- 久田下原（くたしものはら）
- 黒木（くろぎ）
- 河内（こうち）
- 土生（はぶ）

## 郵便番号（現在）
- 708-0431 苫田郡鏡野町河内
- 708-0432 苫田郡鏡野町久田上原
- 708-0433 苫田郡鏡野町久田下原
- 708-0434 苫田郡鏡野町土生
- 708-0435 苫田郡鏡野町黒木